# Gabriele Vianello
Gabriele Vianello, detto Nane (Venezia, 6 maggio 1938), è un ex cestista italiano.
Dal 2011 fa parte dell'Italia Basket Hall of Fame.

## Caratteristiche tecniche
Era conosciuto per il tiro in sospensione con la sinistra; è il quinto miglior marcatore in una partita di massima serie italiana (67 punti nel campionato 1962-1963).

## Carriera
È cresciuto nelle giovanili della Reyer Venezia, disputando poi vari campionati di massima serie con Mazzini Bologna, Pall. Varese e Olimpia Milano.

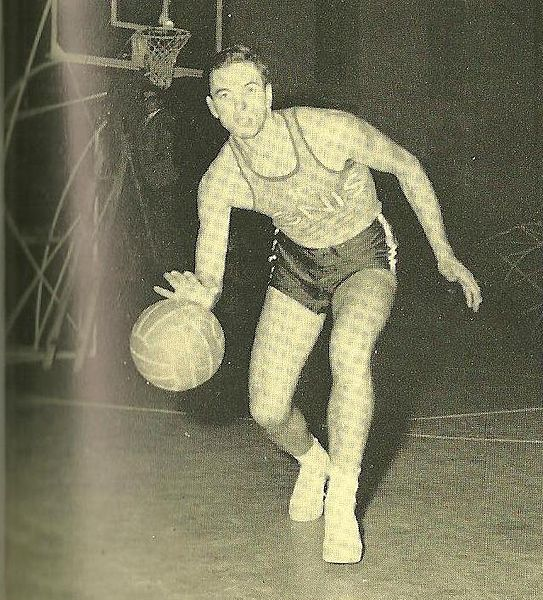
Vianello nel 1960 con la Ignis

Nella stagione 1961-1962 fu al centro di un contenzioso tra Varese, fresca vincitrice del suo primo scudetto, e Milano. Il presidente della Ignis, Giovanni Borghi non concesse il nulla osta per il trasferimento nel capoluogo lombardo del giocatore, a causa di accordi intercorsi nell'arco del campionato passato tra Vianello e la dirigenza della Simmenthal. Il giocatore non venne schierato nel corso dell'annata, continuando ad allenarsi a Varese, per poi essere impiegato nella seconda squadra della città, la Robur Varese, per lo spareggio che condusse questa, allenata da Enrico Garbosi, nella massima serie. Borghi concesse quindi il trasferimento a Milano.
Ha segnato un totale di 5 420 punti in Serie A, di cui 2 087 con Milano.
Ha segnato 1 080 punti in 127 partite con la nazionale italiana.

## Palmarès
- Coppa dei Campioni: 1

Olimpia Milano: 1965-66
- Campionato italiano: 5

Pall. Varese: 1960-61
Olimpia Milano: 1962-63, 1964-65, 1965-66, 1966-67